# Església i convent de l'Ensenyança
L'Església i convent de l'Ensenyança és una obra de Tarragona protegida com a Bé Cultural d'Interès Local.

## Descripció
Edifici d'una sola nau i porta principal d'entrada al c/ de Sant Pau mitjançant una escalinata. L'edifici del convent té planta baixa i quatre pisos, amb l'entrada principal al c/ Arc de Sant Llorenç, encara que també té façanes als carrers Portal del Carro i Sant Pau.